# Peter Schulting
Peter Schulting (* 19. August 1987 in Lemele) ist ein niederländischer Radrennfahrer.

## Sportliche Laufbahn
Peter Schulting begann seine Karriere 2006 bei dem niederländischen Continental Team Cyclingteam Jo Piels. In seinem zweiten Jahr dort konnte er bei der Tour de Berlin eine Etappe für sich entscheiden und wurde in der Endabrechnung Fünfter hinter dem Gesamtsieger Michael Franzl. Beim U23-Straßenrennen der niederländischen Meisterschaft belegte Schulting den sechsten Rang. 2008 konnte er wegen einer schweren Knieverletzung keine Rennen bestreiten.
2010 gewann Schulting bei Kernen Omloop Echt-Susteren. 2016 entschied er jeweils eine Etappe der Tour de Taiwan und von Kreiz Breizh Elites für sich, 2017 siegte er beim Tobago Cycling Classic. 2018 gewann er zwei Etappen der Rumänien-Rundfahrt und das Tacx Pro Classic. Wie bereits 2009 hat Schulting wohl 2019 ebenso eine Saison als Amateur absolviert und kehrte 2020 zum Team VolkerWessels-Merckx zurück. 2020 bis 2021 konnte er keine nennenswerte Ergebnisse erwirken. 2022 erwirkte Schulting neben seinem Etappensieg auch den 10. Platz in der Gesamtwertung bei der Olympia’s Tour sowie einige Podiumsplatzierungen bei nationalen Rennen. 2023 wurde Schulting Dritter bei der Muur Classic Geraardsbergen und Vierter beim Midden-Brabant Poort Omloop. 2024 erwirkte er den dritten Platz bei Nationale Sluitingsprijs und den sechsten Platz beim Omloop der Kempen.

## Erfolge
2007
- eine Etappe Tour de Berlin

2010
- Kernen Omloop Echt-Susteren

2016
- eine Etappe und Bergwertung Tour de Taiwan
- eine Etappe Kreiz Breizh Elites

2017
- Tobago Cycling Classic

2018
- zwei Etappen Rumänien-Rundfahrt
- Tacx Pro Classic

2022
- eine Etappe Olympia’s Tour
- Puivelde Koerse

2023
- eine Etappe Ster ZLM Toer